# Солтмиллс

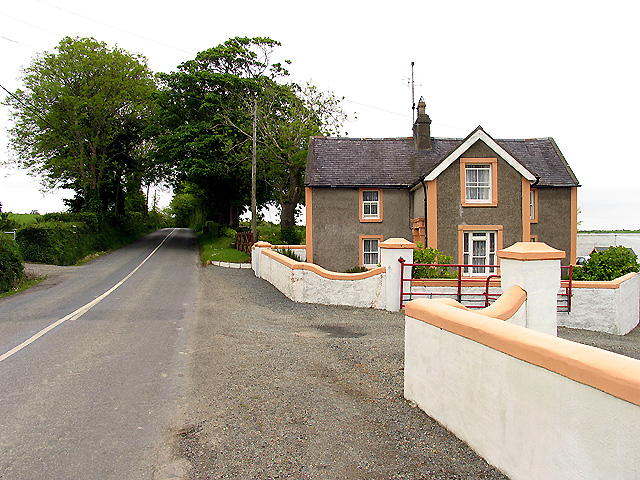
Ферма рядом с Солтмиллсом и заливом Банноу

Солтмиллс (англ. Saltmills; ирл. Muileann an tSáile) — деревня в Ирландии, находится в графстве Уэксфорд (провинция Ленстер).